# Athletikós Naftikós Ómilos Glyfádas
Athletikós Naftikós Ómilos Glyfádas, skraćeno Glyfada (grč.: Αθλητικός Ναυτικός Όμιλος Γλυφάδας, čit. Athletikós Naftikós Ómilos Glyfádas) je grčki vaterpolski klub iz Glyfade, općine na jugu Atene.

## Uspjesi
Grčka vaterpolska prvenstva:
- prvaci: 1986., 1987., 1989., 1990.

Grčki vaterpolski kup:
- osvajači: 1986., 1987., 1989.

### Vaterpolistice
Grčka ženska vaterpolska prvenstva:
- prvakinje: 1989., 1996., 1999., 2000., 2001., 2002., 2004., 2008.

Kup prvakinja: 
- prvakinje: 1999/00., 2002/03.[1]

## Vanjske poveznice
- Službena stranica  Arhivirana inačica izvorne stranice od 17. travnja 2022. (Wayback Machine) www.anog.gr
- Službena vaterpolska stranica  Arhivirana inačica izvorne stranice od 23. travnja 2022. (Wayback Machine) www.anog.gr